# Gero Troike
Gero Troike (* 29. Juni 1945 in Schönheide) ist ein deutscher Bühnen- und Kostümbildner.

## Leben
Troike wurde als Sohn des Uhrmachers Gerhard Brauner und dessen Frau Edeltraut Brauner geboren. Im Jahr 1953 flüchtete die Familie von Ost-Berlin in den Schwarzwald, kehrte 1955 aber zurück nach Ost-Berlin, wo Troike 1963 sein Abitur bestand. Im Jahr 1966 folgte die Eheschließung mit Angela Troike, deren Nachnamen er annahm.
Troike absolvierte eine Lehre als Laborant für Geologie und Mineralogie in Berlin und beschäftigt sich seit 1965 mit Malerei und Grafik. Nach Nebentätigkeiten als Beifahrer, Bühnen- und Friedhofsarbeiter begann er ab 1968 als Theatermaler, Kascheur und Bühnenbildassistent zu arbeiten. Die Zulassung zum Kunststudium wurde ihm auf „Empfehlung“ der Staatssicherheit verweigert. Ab 1968 arbeitete er als Bühnenarbeiter und ab 1970 als Bühnenbildassistent an der Ost-Berliner Volksbühne, als Kascheur und als Theatermaler in Greifswald und an der Komischen Oper Berlin als Bühnenbildassistent.
Im Jahr 1975 folgte in Berlin eine erste große Theaterarbeit als Bühnen- und Kostümbildner an der Volksbühne (zum Beispiel die Uraufführung Die Schlacht von Heiner Müller) und am Deutschen Theater. Er arbeitete zusammen mit den Regisseuren Manfred Karge, Matthias Langhoff, Alexander Lang, Thomas Langhoff, Friedo Solter und Jürgen Gosch. Troike war Mitglied des Verbands Bildender Künstler der DDR.
Der Kunsthistoriker Lothar Lang nannte ihn als einen der Ostberliner Künstler, „die abstrakten, abstrakt-dekorativen oder experimentellen Prinzipien huldigen oder die versuchen, diese Prinzipien für ihre realistische Kunst auszubeuten … die ein mitunter anregendes Spiel mit Formen und Farben treiben …“
1984 übersiedelt Troike nach Bochum, hier erfolgte am Schauspielhaus Bochum eine Zusammenarbeit mit Manfred Karge und Alfred Kirchner unter der Leitung von Claus Peymann. Gastengagements führten ihn ans Thalia Theater Hamburg, die Oper Frankfurt, die Oper Amsterdam und an die Schaubühne am Lehniner Platz mit Jürgen Gosch.
1988 zog Troike in das Forsthaus Rißmecke bei Völlinghausen. Er zog sich aus dem Theater zurück und beschäftigte sich wieder mit der Malerei, bei einer regelmäßigen Zusammenarbeit mit Kunstzaal van Heijningen in Den Haag und der Galerie der Moderne in Berlin. Sein Atelier ist in der alten Ziegelei in Niederbergheim untergebracht, Ausstellungen fanden in Soest und beim Pallas-Verlag in Dinker statt.
Ab 1990 arbeitete Troike wieder für die Bühne, nun auch unter eigener Regie und schrieb eigene Bühnentexte. 2004/05 zeigte Troike eine Ausstellung gemeinsam mit Karl Rusche im Museum Wilhelm Morgner in Soest. 2005 entstand das Fresko „60 Jahre Frieden in Europa“ im Kreishaus Soest.
Seit 2013 archiviert die Berliner Akademie der Künste fortschreibend seinen Theatervorlass.

## Auszeichnungen
- 2017: Hein-Heckroth-Bühnenbildpreis[4]

## Ausstellungen (Auswahl)
- 1975: Farbige Grafik in der DDR, Staatliches Museum Schwerin
- 1983: Retrospektive 1973 – 1983, Galerie am Prater, Berlin